# Bangladesh Police Football Club
Il Bangladesh Police Football Club, meglio noto come Bangladesh Police, è una società calcistica bengalese con sede nella città di Dacca. Milita in Premier League, la massima divisione del campionato bengalese.

## Storia

### Primi anni
La prima competizione a cui partecipò il Bangladesh Police Football Club fu, nel 1952, la Dhaka Senior Division Football League, l'allora terza serie del campionato bengalese. A quel tempo, la squadra era composta da membri della polizia di Stato.
Nel 1957 il club vince l'Independence Day Cup, competizione di cui raggiunse la finale dell'edizione 1959, dove venne però sconfitto. Alcuni anni dopo, nel 1971, il club sospese le sue attività sportive a causa della guerra di liberazione bengalese; dopo il conflitto armato, la squadra venne inserita tra le quindici squadre partecipanti al campionato 1972, il primo dopo la guerra. Nel decennio successivo il Bangladesh Police è stato quasi sempre sull'orlo della retrocessione, arrivata nel 1982, dopo trent'anni consecutivi in massima serie. Nella stagione 1990-1991 il club ritorna in massima serie, e fino all'anno 2000 partecipa alternativamente alla prima e alla seconda serie nazionale.

### Anni 2000 e 2010
Dal 1999 la squadra partecipa ai campionati di quarta serie bengalese, che vince nella stagione 2013-2014. Il Bangladesh Police viene direttamente alla Bangladesh Championship League, la seconda serie nazionale, a cui si iscrive ufficialmente il 14 ottobre 2015. Nella stagione 2014-2015 il club partecipa, per la prima volta nella sua storia, alla Bangladesh Championship League, classificandosi al quarto posto. Anche nelle due stagione successive partecipa a questo campionato, fino a quando il 12 maggio 2019, a tre giornate dal termine, ottiene la promozione in Premier League.

### Anni 2020
L'inizio della stagione 2019-2020, la prima in Premier League, vede il Bangladesh Police raggiunge la semifinale della Coppa del Bangladesh, dove viene sconfitto per 3-0 dal Bashundhara Kings. All'esordio nella massima serie la squadra subisce una sconfitta per 2-0 dall'Abahani Ltd. Dacca, e la prima vittoria in campionato arriva il 24 febbraio 2020 (2-1 contro l'Uttar Baridhara).
Tuttavia, dopo appena cinque giornate, il campionato viene annullato a causa della pandemia di COVID-19. Nella stagione 2020-2021, la prima completa in Premier League, il Bangladesh Police arriva all'ottavo posto. Infine,  nella stagione 2022-2023 il club ottiene il suo miglior piazzamento in Premier League, classificandosi terzo.

## Colori e simboli

### Colori
I colori sociali del Bangladesh Police FC sono il blu e l'arancione, che caratterizzano anche le divise da gioco.

## Strutture

### Stadio
Il Bangladesh Police FC gioca le partite casalinghe al Rafiq Uddin Bhuiyan Stadium, che ha una capienza di 25 000 persone.

## Società

### Organigramma societario
- Habibur Rahman - Presidente
- Hafiz Akhter - Vicepresidente
- Sheikh Md Rezaul Hyde - Segretario generale
- Habibur Rahman - Direttore generale

### Sponsor
- 2015-2016 Popular Life Insurance Limited
- 2017-2018 Runner Automobiles
- 2018-2019 Nirman
- 2019- Nasir Group

## Allenatori
- feb.-mag. 2019  S. M. Asifuzzaman
- 2019-2020  Nicolas Vitorović
- 2020-2021  Pakir Ali
- 2021-  Aristică Cioabă

## Palmarès
- Independence Day Cup: 1

1957
- Dhaka Second Division Football League: 2

1994-1995, 2013-2014
- Bangladesh Championship League: 1

2018-2019

## Statistiche e record

### Partecipazione ai campionati
| Livello | Categoria                      | Partecipazioni | Debutto   | Ultima stagione | Totale |
| ------- | ------------------------------ | -------------- | --------- | --------------- | ------ |
| 1º      | Premier League                 | 6              | 2018-2019 | 2023-2024       | 40     |
| 1º      | Prima Divisione                | 34             | 1952-1953 | 1996-1997       | 40     |
| 2º      | Bangladesh Championship League | 4              | 2014-2015 | 2018-2019       | 31     |
| 2º      | Seconda Divisione              | 27             | 1982-1983 | 2013-2014       | 31     |

## Organico

### Rosa 2024-2025
| N. |                       | Ruolo | Calciatore             |
| -- | --------------------- | ----- | ---------------------- |
| 1  | Bangladesh (bandiera) | P     | Rakibul Islam Tushar   |
| 2  | Bangladesh (bandiera) | D     | Ismail Hossain         |
| 3  | Bangladesh (bandiera) | D     | Mohammad Sagor Miah    |
| 4  | Bangladesh (bandiera) | D     | Md Tarek               |
| 5  | Paraguay (bandiera)   | D     | Alexander Moreno       |
| 6  | Bangladesh (bandiera) | C     | Abu Shaeid             |
| 7  | Bangladesh (bandiera) | A     | M S Bablu              |
| 8  | Bangladesh (bandiera) | C     | Md Anik Hossain        |
| 9  | Paraguay (bandiera)   | A     | Tobias Quintana        |
| 10 | Bangladesh (bandiera) | C     | Hemanta Vincent Biswas |
| 11 | Bangladesh (bandiera) | A     | Mannaf Rabby           |
| 12 | Bangladesh (bandiera) | A     | Arifur Rahman          |
| 14 | Bangladesh (bandiera) | C     | Manik Hossain Molla    |
| 15 | Bangladesh (bandiera) | C     | Shamim Hossain         |
| 16 | Bangladesh (bandiera) | P     | Md Sabbir Hossain      |
| 17 | Bangladesh (bandiera) | D     | Isa Faysal (capitano)  |
| 18 | Bangladesh (bandiera) | C     | Jayed Ahmed            |

| N. |                       | Ruolo | Calciatore               |
| -- | --------------------- | ----- | ------------------------ |
| 19 | Bangladesh (bandiera) | D     | Md Rabiul Islam          |
| 20 | Bangladesh (bandiera) | A     | Md Jahedul Alam          |
| 22 | Bangladesh (bandiera) | P     | Md Nayeem Mia            |
| 23 | Bangladesh (bandiera) | C     | Syed Shah Quazem Kirmane |
| 24 | Bangladesh (bandiera) | A     | Dipok Roy                |
| 25 | Bangladesh (bandiera) | D     | Bayazi Mustofa           |
| 29 | Bangladesh (bandiera) | D     | Asadul Islam Sakib       |
| 31 | Bangladesh (bandiera) | P     | Dinaj Hosen Jubed        |
| 33 | Bangladesh (bandiera) | D     | Akibur Rahman            |
| 36 | Bangladesh (bandiera) | P     | Shohanur Rahman          |
| 37 | Bangladesh (bandiera) | D     | Esanur Rahman            |
| 55 | Bangladesh (bandiera) | A     | Al-Amin                  |
| 70 | Bangladesh (bandiera) | C     | Mohammed Choton          |
| 75 | Bangladesh (bandiera) | A     | Din Islam                |
| 76 | Bangladesh (bandiera) | A     | Arifur Rahman Raju       |
| 77 | Bangladesh (bandiera) | D     | Joyonto Kumer Roy        |
| 99 | Bangladesh (bandiera) | A     | Morshedul Islam          |

### Staff tecnico
- Aristică Cioabă - Allenatore
- Jahan E Alam Nury - Viceallenatore
- Essam Saber Atris - Preparatore dei portieri
- Ashraful Islam - Preparatore atletico
- Abu Taher e Arman Al Masud - Manager